# Локотенка
Локотенка — река в России, протекает по Лихославльскому и Торжокскому районам Тверской области. Исток реки находится к северо-востоку от деревни Мотошелиха. Устье реки находится в 4,3 км от устья реки Средняя напротив деревни Стояново по левому берегу. Длина реки — 33 км, площадь водосборного бассейна — 120 км².

## Данные водного реестра
По данным государственного водного реестра России относится к Верхневолжскому бассейновому округу, водохозяйственный участок реки — Тверца от истока (Вышневолоцкий гидроузел) до города Тверь, речной подбассейн реки — Волга до Рыбинского водохранилища. Речной бассейн реки — (Верхняя) Волга до Куйбышевского водохранилища (без бассейна Оки).
Код объекта в государственном водном реестре — 08010100512110000002314.